# Psilactis
Psilactis là một chi thực vật có hoa trong họ Cúc (Asteraceae).

## Loài
Chi Psilactis gồm các loài: